# 日本小児神経学会
日本小児神経学会（にほんしょうにしんけいがっかい、英語: The Japanese Society of Child Neurology）は、小児神経学に関する研究、教育、論文、診療、人材育成など幅広い活動を行っている医学系学会である。

## 主な活動
- 学術集会の開催[3]
- 機関誌およびその他の刊行物の発行
- 国内ならびに国外の関係団体との協力活動
- 専門医の認定事業
- 国民に小児神経疾患について啓発するための社会活動
- その他本会の目的を達成するために必要な事業

## 沿革
- 1961年 - 東京大学の高津忠夫教授[4]が『小児臨床神経学研究会』を創立。高津教授が初代運営委員長となり同年7月18日に第1回総会を開催。以降、毎年1回（1968年・1969年のみ年2回）学術集会を開催。
- 1964年 - 『日本小児神経学研究会』と改称。
- 1968年 - 東京女子医科大学の福山幸夫教授が、第2代運営委員長に就任。
- 1969年 - 機関誌「脳と発達」創刊。1971年より隔月発行となる。
- 1971年 - 第1回小児神経学セミナーを開催。以後、毎年1回秋に開催。
- 1972年 - 小児神経学セミナーの内容を軸として「小児神経学の進歩」を創刊。以後、毎年1回発行。
- 1977年 - 『日本小児神経学会』と改称（6月17日）、東京女子医科大学の福山幸夫教授が、初代理事長に就任。
- 1977年 - 第1回国際発達障害シンポジウム（International Symposium on Developmental Disabilities）を主催。以後、第2回（1979年）、第3回（1981年）、第4回（1983年）、第5回（1986年）、第6回（1992年）、第7回（1995年）を開催。
- 1979年 - 英文機関誌「Brain & Development」創刊。1982年より隔月発行、1997年より年8回発行となり、2006年より年10回発行。
- 1982年 - 学会賞として『優秀論文長島賞』を創設。
- 1983年 - 第1回優秀論文長島賞授賞式を行う。
- 1984年 - 瀬川基金による外国人招待講演者の選考規定を設け、1985年第27回総会に第1回瀬川プログラム招待講演者として3名を招待し、2015年までに招待講演者は46名を数える。
- 1987年 - 日本学術会議第14期会員選出に係わる登録学術研究団体となる。以後第15期（1990年）、第16期（1993年）、第17期（1996年）、第18期（1999年）、第19期（2002年）の登録学術研究団体となる。
- 1990年 - 第5回国際小児神経学会議・第3回アジア大洋州小児神経学会議合同会議を主催。
- 1991年 - 日本小児神経学会認定医制度を発足。1996年度より認定医（専門医）試験を実施。
- 1991年 - 日本医学会の分科会として承認され加盟[5]。
- 1992年 - 本会の前身である小児臨床神経学研究会が発足して以来30年を経過したことを記念して、歴史・史料委員会編集による「日本小児神経学会のあゆみ」を発行。
- 1992年 - 学会認定医制協議会に加盟。
- 1993年 - 東京大学の鴨下重彦教授が、第2代理事長に就任（6月20日-）。
- 1993年 - 地方会設立の規則を制定し、現在までに日本小児神経学会北海道地方会、東北地方会、関東地方会、甲信越地方会、北陸地方会、東海地方会、近畿地方会、中国・四国地方会、九州地方会を公認。
- 1996年 - 「小児神経学用語集」を発行。
- 1999年 - 国立精神・神経医療研究センターの埜中征哉院長が、第3代理事長に就任（5月16日-）。学会賞の名称を『日本小児神経学会優秀論文賞』に変更。
- 1999年 - アジア・オセアニア小児神経学国際教育プログラムを創設し、2000年第1回招待者として1名を招待。
- 2000年 - 会則を変更、理事選挙制度を採用し、第1回理事選挙実施。
- 2001年 - 認定医制度を専門医制度に改定。第6回専門医試験を実施。
- 2003年 - 東北大学の飯沼一宇教授が、第4代理事長に就任（5月25日-）。有限責任中間法人日本専門医認定制機構の社員となる。
- 2004年 - 「小児神経学用語集」改訂版を発行。
- 2004年 - 第1回「医療的ケア」講師研修セミナー（「医療的ケア」研修セミナー）を開催。以後、毎年1回開催。
- 2006年 - 熊本大学の三池輝久教授が、第5代理事長に就任（6月4日-）。第1回プライマリケア医（小児科医、総合診療医）のための子どもの心の診療セミナーを開催。以後、毎年1回開催。
- 2007年 - 有限責任中間法人日本小児神経学会を設立（11月1日）。
- 2008年 - 東京女子医科大学の大澤真木子教授が、第6代理事長に就任（5月29日-）。第50回総会記念国際小児神経シンポジウムを開催。5月29日の記念式典に皇太子殿下のご臨席を賜る。
- 2009年 - 『一般社団法人日本小児神経学会』へ移行（5月27日）。専門医制度規則を改定し、専門医名称を小児神経専門医に変更。
- 2009年 - 「医療的ケア」講師研修セミナーを「医療的ケア」研修セミナーに名称変更、第6回を開催。
- 2010年 - 「小児神経学用語集」改訂第3版を発行。
- 2011年 - 機関誌「脳と発達」全巻（抄録集含む）が機関リポジトリに掲載される。以後発行ごとに掲載している。
- 2012年 - 鳥取大学の大野耕策教授が、第7代理事長に就任（5月17日-）。
- 2012年 - 英文機関誌「Brain & Development」がオンラインジャーナルに移行し、会員全員が購読可能となった。
- 2014年 - 「小児神経学用語集」改訂第4版を発行。この版よりWeb版となる。
- 2014年 - 慶應大学の高橋孝雄教授が、第8代理事長に就任（5月29日-）。
- 2015年 - 日本小児神経学会認定医を発足。
- 2016年 - 第1回小児神経学サテライトセミナーを開催。以後、毎年1回開催。
- 2018年 - 「小児神経学用語集」改訂第5版をWEB公開。この版よりデータモジュールを採用し、検索機能が追加された。
- 2018年 - 東京大学の岡明教授が、第9代理事長に就任（5月31日-）。
- 2021年 - プライマリケア医（小児科医、総合診療医）のための子どもの心の診療セミナーを子どものこころのプライマリケア・セミナーに名称変更（5月22日-）
- 2022年 - 昭和大学の加藤光広教授が、第10代理事長に就任（6月3日-）。

## 歴代理事長
- 初代 - 福山幸夫
- 2代 - 鴨下重彦
- 3代 - 埜中征哉
- 4代 - 飯沼一宇
- 5代 - 三池輝久
- 6代 - 大澤真木子
- 7代 - 大野耕策
- 8代 - 高橋孝雄
- 9代 - 岡明
- 10代 - 加藤光広

敬称略

## 学会賞
- 日本小児神経学会優秀論文賞（旧賞：優秀論文長島賞）

## 年会費
- 一般会員（および臨時会員） - 15,000円（年額）
- 外国人会員 -  15,000円（年額）
- 評議員 - 16,000円（年額）
- 理事 - 17,000円（年額）
- 賛助会員 - 50,000円（年額）